# Les Bordes (Yonne)
Les Bordes é uma comuna francesa na região administrativa de Borgonha-Franco-Condado, no departamento de Yonne. Estende-se por uma área de 18,68 km². Em 2010 a comuna tinha 559 habitantes (densidade: 29,9 hab./km²).